# Stazione di Ozuki
La stazione di Ozuki (小月?, Ozuki-eki) è una stazione ferroviaria situata nella città di Shimonoseki, nella prefettura di Yamaguchi in Giappone. Si trova lungo la linea principale Sanyō della JR West.

## Linee e servizi
JR West
■ Linea principale Sanyō

## Caratteristiche
La stazione è dotata di un marciapiede a isola e uno laterale con tre binari in superficie passanti. La stazione è totalmente priva di barriere per i passeggeri a mobilità ridotta.
| 1   | ■ Linea principale Sanyō | per Asa e Shin-Yamaguchi |
| 2-3 | ■ Linea principale Sanyō | per Shimonoseki          |

## Stazioni adiacenti
| «                      | Servizio               | »                      |
| Linea principale Sanyō | Linea principale Sanyō | Linea principale Sanyō |
| ---------------------- | ---------------------- | ---------------------- |
| Habu                   | -                      | Chōfu                  |